# كلب كندي (تشاراويماق)
كلب كندي (بالفارسية: کلب‌کندی) هي منطقة سكنية تقع في قسم ورقه الريفي في إيران. يقدر عدد سكانها بـ 75 نسمة .